# 自由選挙
自由選挙（じゆうせんきょ）とは、複数の候補者で選挙戦を争い、立候補に当たって当局が事前の資格審査をしない選挙を指す。

## 概説
日本国憲法第15条第4項では、「選挙人は、その選択に関し公的にも私的にも責任を問はれない」と明記されている。

## 自由選挙が実施されない例
ソ連型社会主義国家では、党が唯一の候補者を選定し、有権者は信任投票をするだけだった。信任の場合はそのまま投票、不信任の場合だけ記入所で×印を記入するなど、当局が不信任投票をした有権者を特定することが可能な投票方式が広く行われていた。また、社会主義国家が体制内改革を行うにしても、党が承認した候補者だけの争いとなる場合が普通であった。
東欧革命後、潔く自ら自由選挙を実施した旧共産党は、社会主義の功績の部分を評価する有権者からの根強い支持がある（ハンガリー社会党など）。いっぽうで、党の指導性に固執した共産党は、自由選挙で議会に勢力を残せない場合が多い（ルーマニア共産党など）。
中華人民共和国やベトナムのような一党独裁国家や、朝鮮民主主義人民共和国のような最高指導者による独裁政治体制を取る国家でも、建国以来自由選挙は行われていない。
中東諸国でも自由選挙が実施されない場合が多い。イラン大統領選挙では、事前に立候補資格審査があり、イスラム法学者による統治そのものに反対のイラン自由戦線は、候補者を立てられない。
日本でも第2回衆議院議員総選挙（1892年）における品川弥二郎内務大臣・白根専一同次官による大規模な選挙干渉や戦時中の第21回衆議院議員総選挙（1942年、いわゆる翼賛選挙）のような自由選挙の原則に反する選挙干渉が行われた時代があった。またドイツ国でも同様の時期があった。
自由選挙は、相当に人権意識が確立していなければ困難であり、自由選挙が実施されて日が浅い国では、敗れた野党候補が不正選挙を叫び、また実際に不正選挙が行われる場合もあるので、選挙実施に当たり国際監視団が派遣されることもある。

## その他
ちなみに、自由選挙を行っている国々でも単記非移譲式投票を選挙制度に採用するところは、デュヴェルジェの法則により被選挙権を行使できるのは(改選数+1)人に事実上制限される。これから自由選挙を行う当局はこれを参考にして、完全連記制の大選挙区・全国区制か単記非移譲式投票の小選挙区制を採用してから、自らを体制派二大政党に分裂させれば、自由選挙の下で体制を維持することができる。